# Pliopithecoidea
Pliopithecoidea é uma superfamília pertencente à infraordem Catarrhini, subordem Anthropoidea, ordem Primates.
Já foram considerados como gibões primitivos, mas agora são considerados como mais próximos de Catarhini basais.

## Taxonomia
Pliopithecoidea Zapfe, 1961
- Família incertae sedis
  - Lomorupithecus
    - Lomorupithecus harrisoni Rossie e MacLatchy, 2005 - Mioceno Inferior, Napak IX, Uganda.

### FamíliaDionysopithecidaeHarrison e Gu, 1999
- Dionysopithecus Li, 1978
  - Dionysopithecus shuangouensis Li, 1978
  - Dionysopithecus orientalis Suteethorn et al., 1990
- Platodontopithecus Gu and Lin, 1983
  - Platodontopithecus jianghuaiensis Gu e Lin, 1983

### FamíliaPliopithecidaeZapfe, 1961
Subfamília Pliopithecinae Zapfe, 1961
- Pliopithecus Gervais, 1849
  - Pliopithecus antiquus (de Blainville, 1839)
  - Pliopíthecus platyodon Biedermann, 1863
  - Pliopithecus zhanxiangi Harrison et al., 1991
- Epipliopithecus
  - Epipliopithecus vindobonensis (Zapfe e Hürzeler, 1957)

Subfamília Crouzeliinae Ginsburg and Mein, 1980
- Plesiopliopithecus Zapfe, 1961a
  - Plesiopithecus lockeri Zapfe, 1961a
  - Plesiopithecus auscitanensis (Ginsburg, 1975)
  - Plesiopithecus rhodanica (Ginsburg e Mein, 1980)
  - Plesiopithecus priensis (Welcomme et al., 1991)
- Anapithecus Kretzoi, 1975
  - Anapithecus hernyaki Kretzoi, 1975
- Laccopithecus Wu and Pan, 1984
  - Laccopithecus robustus Wu e Pan, 1984
- Egarapithecus Moyà-Solà et al., 2001
  - Egarapithecus narcisoi Moyà-Solà et al., 2001